# C.W. Ceram
C.W. Ceram, właśc. Kurt Wilhelm Marek (ur. 20 stycznia 1915 w Berlinie, zm. 12 kwietnia 1972 w Hamburgu) – niemiecki dziennikarz, pisarz i krytyk.

## Życiorys

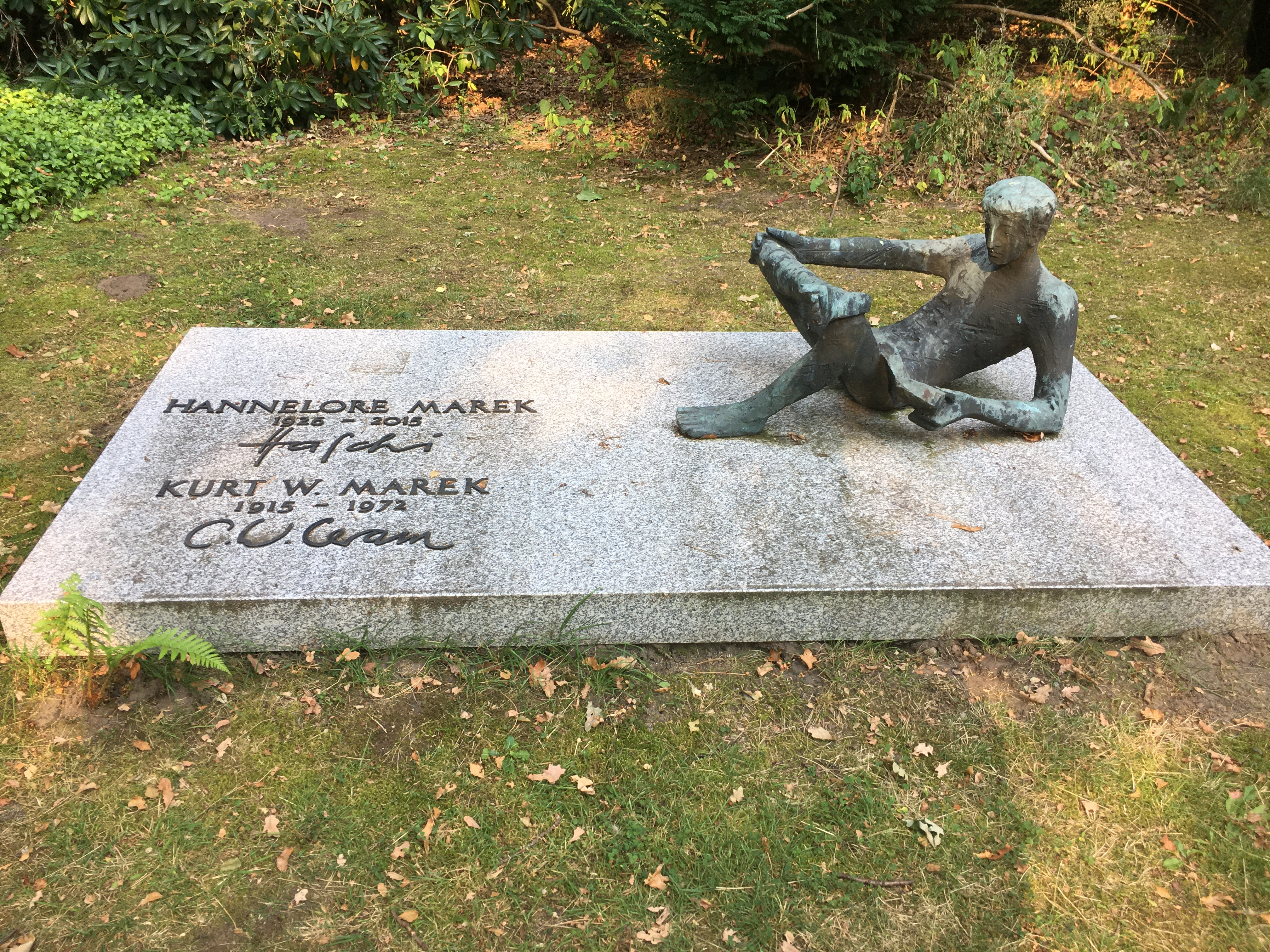
Grób Kurta Wilhelma Marka

W czasie II wojny światowej był członkiem Propagandatruppe. Jego prace z tego okresu to:
- Wir hielten Narvik, 1941
- Rote Spiegel – überall am Feind. Von den Kanonieren des Reichsmarschalls, 1943

Po wojnie pisał pod pseudonimem, aby zdystansować się od wcześniejszej pracy propagandowej na rzecz III Rzeszy. Jego pseudonim to ananim, czyli czytany wspak anagram nazwiska z dodatkową zmianą litery „k” na „c”.
Kurt Marek był inicjatorem publikacji A Woman in Berlin, autobiograficznej relacji niemieckiej kobiety (Marty Hillers) zgwałconej przez żołnierzy Armii Czerwonej podczas okupacji Berlina w 1945 roku.
Od 1945 roku był redaktorem w Wydawnictwie Rowohlta, a od 1947 roku został redaktorem naczelnym. Uzyskawszy dostęp do biblioteki archeologicznej w Oldenburgu, zafascynowany romantyką wielkich odkryć naukowych, zaczął pisać książkę Bogowie, groby i uczeni. Powieść o archeologii (1949, wyd. pol. 1958). Książka stała się światowym bestsellerem, została przetłumaczona na 28 języków, sprzedano 5 milionów jej egzemplarzy.
W 1953 roku przeprowadził się do USA. Inne książki pisarza to m.in.:
- The Secret of the Hittites. The Discovery of an Ancient Empire, Alfred Knopf, New York 1956
- March of Archaeology, Alfred Knopf, New York 1958
- The First American (wydanie w języku polskim: Pierwszy Amerykanin. Zagadka studiów prekolumbijskich, PIW, Warszawa 1977)